# Christian Union
Christian Union var en liten grupp evangelikala församlingar som, i likhet med andra samtida reformationsrörelser som Church of God (Anderson) och Churches of Christ, sökte återupprätta det nytestamentliga församlingsidealet i vad man uppfattade som en tid av andligt förfall, sekterism och splittring inom kyrkan.
Richard Spurling (1810-1891), äldste inom Missionary Baptist Church, dennes yngste son Richard Green Spurling (1857-1935) som var pastor inom samma kyrka och John Plemons hade reagerat på de egna kyrkans exklusiva anspråk och ovilja till samarbete med andra kristna och hade därför stängts ute från sina församlingar. I två år hade de tre bett Gud om att få bli delaktiga i en reformation av urkristna ideal. Den 19 augusti 1886 samlades de med ytterligare sex personer vid Barney Creek i Monroe County, Tennessee och bildade en församling kallad Christian Union.
Richard Spurling ledde mötet och ordinerade månaden därpå sonen R G till församlingens pastor.
1889-1895 bildades ytterligare tre församlingar i Monroe och Polk Counties med samma namn.
Sommaren 1896 hölls en väckelsekampanj i ett skolhus i närbelägna Cherokee County, North Carolina, ledd av flera av Spurlings medhjälpare.
130 personer blev andedöpta och talade i tungor under kampanjen. Majoriteten av medlemmarna i Christian Union rycktes med i denna väckelse och var 1898 med om att bilda Fire-Baptized Holiness Church.
Spurling själv stod dock utanför och var den 15 maj 1902 med om att bilda Holiness Church i Camp Creek som senare utvecklade sig till Church of God (Cleveland). I likhet med flera andra amerikanska pingstkyrkor räknar denna sin historia tillbaka till Christian Union 1886. 